# Mason (Michigan)
Mason ist eine Stadt im US-Bundesstaat Michigan und der Verwaltungssitz (County Seat) des Ingham County. Das U.S. Census Bureau hat bei der Volkszählung 2020 eine Einwohnerzahl von 8283 ermittelt.
Mason ist die einzige Stadt in den Vereinigten Staaten, die als County Seat vor einer Staatshauptstadt dient, da Michigans Hauptstadt Lansing auch teilweise im Ingham County liegt. Mason wurde nach Stevens T. Mason, dem ersten Gouverneur des Staates, benannt.

## Geschichte
Im Jahr 1836 wusste Charles Noble, dass Michigan einen zentralen Standort für eine neue Hauptstadt suchen würde, wenn es ein Staat würde. Er kaufte ein Waldstück, rodete 20 Acres (81.000 m²) und gründete Mason Center. Das "Center" wurde bald aus dem Namen gestrichen. Im Jahr 1847 wählte der Staat jedoch die 12 Meilen (19 km) nördlich gelegene Lansing Township aufgrund ihres Potenzials für Wasserkraft als Hauptstadt aus. Noble schaffte es, stattdessen Mason zum County Seat zu machen. Das erste Gerichtsgebäude in der Innenstadt von Ingham County wurde 1843 gebaut und 1858 sowie 1905 ersetzt.
Im Jahr 1865 wurde Mason als Village gegründet; 1875 wurde der Ort zur Stadt. In den 1800er Jahren war Mason das Zentrum der Aktivitäten im Ingham County, mehr noch als Lansing, die Staatshauptstadt. Im Jahr 1877 versuchte Lansing, den Status des County-Sitzes für sich zu beanspruchen, aber die beiden Städte trafen eine Vereinbarung, die einige County-Büros und Gerichte nach Lansing verlegte, im Austausch dafür, dass Mason der County-Sitz blieb. Damit ist Michigan der einzige Staat des Landes mit einer Hauptstadt, die nicht gleichzeitig Sitz eines Countys ist.

## Demografie
Nach einer Schätzung von 2019 leben in Mason 8458 Menschen. Die Bevölkerung teilt sich auf in 89,4 % nicht-hispanische Weiße, 5,0 % Afroamerikaner, 0,1 % amerikanische Ureinwohner, 2,5 % Asiaten und 2,2 % mit zwei oder mehr Ethnizitäten. Hispanics machten 4,5 % der Bevölkerung aus. Das mittlere Haushaltseinkommen lag bei 59.388 US-Dollar und die Armutsquote bei 8,2 %.

## Wirtschaft
Das Gebiet um Mason ist die Heimat der Dart Container Corporation, dem weltweit größten Hersteller von Schaumstoffbechern und -behältern. Dart ist dafür bekannt, vertikal integriert zu sein, und ist eines der größten Unternehmen in Privatbesitz in Michigan.

## Söhne und Töchter der Stadt
- Alan Curtis (1934–2015), Cembalist, Musikwissenschaftler und Dirigent
- Kristin Haynie (* 1983), Basketballspielerin und -trainerin
- Steve Clark (* 1986), Fußballspieler[3]